# ماركو رويس
ماركو رويس (بالألمانية: Marco Reus) (مواليد 31 مايو 1989 في دورتموند، ألمانيا الغربية) لاعب كرة قدم ألماني كان يلعب لصالح نادي لوس أنجلوس غلاكسي الأمريكي منذ 2024. في مركز الوسط الهجومي و‌الجناح. تم استدعاءه في 12 مايو 2011 من قبل المدرب الألماني يواخيم لوف ليكون ضمن صفوف منتخب ألمانيا لكرة القدم.

## المسيرة

### مسيرة الشباب
ولد ماركو رويس في مدينة دورتموند في 31 مايو 1989، بدأ لعب كرة القدم لنادي مسقط رأسه بوست إس في دورتموند في عام 1994 وانضم إلى صفوف شباب بوروسيا دورتموند في عام 1996، لعب مع بوروسيا دورتموند حتى انضم إلى فريق روت فايس آهلن تحت 19 عام في صيف عام 2006، خلال سنته الأولى هناك لعب في مركز لاعب وسط مهاجم وظهر في خمس مباريات للفريق الثاني، الذي كان يلعب في دوري ويستفاليا في ذلك الوقت، وسجل هدفا في كل من أول مباراتين له، في العام التالي تمكن من الالتحاق بفريق روت فايس آهلن الأول الذي كان يلعب في الدوري الألماني الدرجة الثالثة في ذلك الوقت، وظهر في 14 مباراة وسجل هدفين، جاء أحد أهدافه في اليوم الأخير من الموسم ودفع الفريق للصعود إلى الدوري الألماني الدرجة الثانية، في موسم 2008/09، عندما كان يبلغ من العمر 19 عامًا، حقق نجاحًا كلاعب كرة قدم محترف، حيث لعب 27 مباراة وسجل أربعة وصنع ثلاثة أهداف.

### بوروسيا مونشنغلادباخ

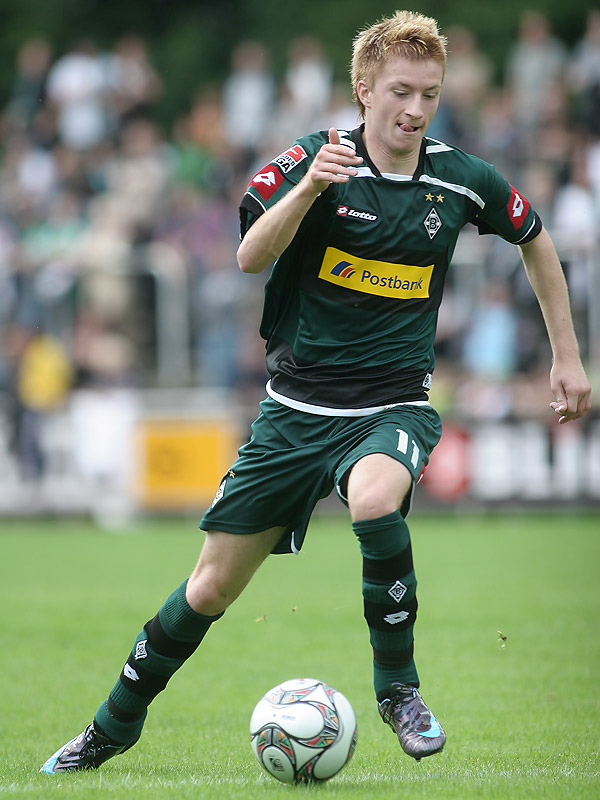
رويس مع نادي بوروسيا مونشنغلادباخ عام 2009

في 25 مايو 2009، وقع ماركو رويس عقدًا لمدة أربع سنوات مع نادي بوروسيا مونشنغلادباخ في الدوري الألماني في 28 أغسطس 2009، سجل أول هدف له في الدوري الألماني في مباراة ضد ماينتس 05 من بعد 50 مترا، ومنذ ذلك الحين أصبح هدافاً لناديه تحت قيادة لوسيين فافر. 
 في بداية موسم 2011/12، بدأ رويس الموسم بشكل جيد، حيث سجل 7 أهداف في 12 مباراة. وكان لديه عقد مع بوروسيا مونشينغلادباخ ينتهي في عام 2015 وبحسب ما ورد كان هناك شرط شراء بقيمة 18 مليون يورو، ذكر رويس أن توماش روسيتسكي كان قدوة له.

### بوروسيا دورتموند
موسم 2012/13

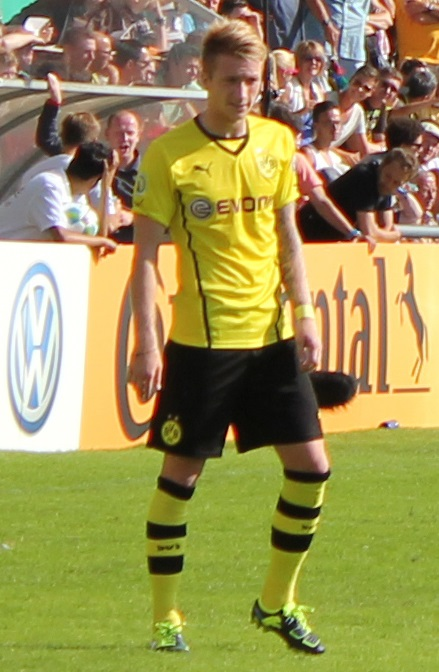
رويس مع نادي بوروسيا دورتموند

في 4 يناير 2012، وقع ماركو رويس مع ناديه السابق بوروسيا دورتموند مقابل 17.1 مليون يورو في صفقة مدتها خمس سنوات، وتحدث عن انتقاله قائلاً: «لقد اتخذت قرارًا بالخطوة التالية للأمام في الموسم المقبل. أود أن ألعب مع نادي ينافس على لقب الدوري الألماني ويضمن لي اللعب في دوري أبطال أوروبا. أرى هذه الفرصة في دورتموند» انضم رويس رسميًا إلى دورتموند في 1 يوليو 2012، في أول مباراة رسمية في الدوري الألماني مع دورتموند في 24 أغسطس، سجل هدفًا حيث انتصر مع فريقه الجديد بنتيجة 1-2 على فيردر بريمن، في 29 سبتمبر، سجل رويس هدفين لدورتموند ضد ناديه السابق وأنتهت بالفوز بنتيجة 5-0 على بوروسيا مونشنغلادباخ، مما دفع الفويق إلى صدارة جدول الدوري الألماني.
في 3 أكتوبر، أول ظهور لريوس في دوري أبطال أوروبا، حيث تعادل دورتموند1-1 مع مانشستر سيتي في اولى مباريات دور المجموعات، ثم تعادل 2-2 مع ريال مدريد على ملعب سانتياغو برنابيو في 6 نوفمبر، وشارك في تسديدة مذهلة بعد صناعة من زميله روبرت ليفاندوفسكي، في مباراة دورتموند التالية في دوري أبطال أوروبا، في 21 نوفمبر، سجل رويس هدف دورتموند الأول في الفوز بنتيجة 4-1 على أياكس أمستردام على ملعب يوهان كرويف أرينا، ليضمن التأهل لدور الـ 16 بتصدر المجموعة الرابعة.
في 16 فبراير2013، سجل رويس هاترك، حيث سجل جميع الأهداف لدورتموند ضد فريق آينتراخت فرانكفورت. في 11 مايو، سجل رويس هدفين في وقت متأخر ضد نادي فولفسبورغ لينتصر بوروسيا دورتموند.
في 9 أبريل 2013، سجل رويس هدفًا في الوقت المحتسب بدل الضائع والعودة المذهلة ضد مالقا في الدور ربع النهائي من دوري أبطال أوروبا فاز بوروسيا دورتموند بالمباراة 3-2 وتقدّم إلى الجولة التالية حيث هزم ريال مدريد4-3 بشكل إجمالي للوصول إلى نهائي دوري أبطال أوروبا.

## إحصائيات مشاركات اللاعب

### مع الأندية
| النادي               | الموسم               | الدوري    | الدوري  | الكأس     | الكأس   | أوروبا    | أوروبا  | مشاركات أخرى | مشاركات أخرى | المجموع   | المجموع |
| النادي               | الموسم               | المشاركات | الأهداف | المشاركات | الأهداف | المشاركات | الأهداف | المشاركات    | الأهداف      | المشاركات | الأهداف |
| -------------------- | -------------------- | --------- | ------- | --------- | ------- | --------- | ------- | ------------ | ------------ | --------- | ------- |
| روت فايس آهلن        | 2007–08 [الإنجليزية] | 17        | 1       | 0         | 0       | -         | -       | -            | -            | 17        | 1       |
| روت فايس آهلن        | 2008–09              | 27        | 4       | 1         | 0       | -         | -       | -            | -            | 28        | 4       |
| روت فايس آهلن        | المجموع              | 44        | 5       | 1         | 0       | –         | –       | –            | –            | 45        | 5       |
| بوروسيا مونشنغلادباخ | 2009–10              | 33        | 8       | 2         | 0       | -         | -       | -            | -            | 35        | 8       |
| بوروسيا مونشنغلادباخ | 2010–11              | 34        | 11      | 3         | 1       | -         | -       | -            | -            | 37        | 12      |
| بوروسيا مونشنغلادباخ | 2011–12              | 32        | 18      | 5         | 3       | -         | -       | -            | -            | 37        | 21      |
| بوروسيا مونشنغلادباخ | المجموع              | 99        | 37      | 10        | 4       | –         | –       | –            | –            | 109       | 41      |
| بوروسيا دورتموند     | 2012–13              | 32        | 14      | 3         | 1       | 12        | 4       | 0            | 0            | 47        | 19      |
| بوروسيا دورتموند     | 2013–14              | 30        | 16      | 3         | 0       | 9         | 5       | 1            | 2            | 43        | 23      |
| بوروسيا دورتموند     | 2014–15              | 20        | 7       | 5         | 1       | 4         | 3       | 0            | 0            | 29        | 11      |
| بوروسيا دورتموند     | المجموع              | 82        | 37      | 11        | 2       | 25        | 12      | 1            | 2            | 119       | 53      |
| المجموع الكلي        | المجموع الكلي        | 225       | 79      | 22        | 6       | 25        | 12      | 1            | 2            | 272       | 99      |

### مع المنتخب
| منتخب ألمانيا لكرة القدم | منتخب ألمانيا لكرة القدم | منتخب ألمانيا لكرة القدم |
| السنة                    | المشاركات                | الأهداف                  |
| ------------------------ | ------------------------ | ------------------------ |
| 2011                     | 3                        | 0                        |
| 2012                     | 10                       | 5                        |
| 2013                     | 6                        | 2                        |
| 2014                     | 4                        | 0                        |
| 2015                     | 2                        | 2                        |
| المجموع                  | 25                       | 9                        |

## روابط خارجية
- ماركو رويس على موقع الاتحاد الدولي (مؤرشف)  (الإنجليزية)
- ماركو رويس على موقع الاتحاد الأوربي (الإنجليزية)
- ماركو رويس على موقع الدوري الأمريكي (الإنجليزية)
- ماركو رويس على موقع إي إس بي إن إف سي (الإنجليزية)
- ماركو رويس على موقع قاعدة بيانات كرة القدم.إي يو (الإنجليزية)
- ماركو رويس على موقع بيانات كرة القدم. دي إي (الألمانية)
- ماركو رويس على موقع ليكيب (الفرنسية)
- ماركو رويس على موقع ناشيونال فوتبول تيمز (الإنجليزية)
- ماركو رويس على موقع Soccerbase.com (لاعب) (الإنجليزية)
- ماركو رويس على موقع Soccerway.com (الإنجليزية)